# Shi mian luo

Shi mian luo sur une illustration du Gujin Tushu Jicheng (1700-1725).

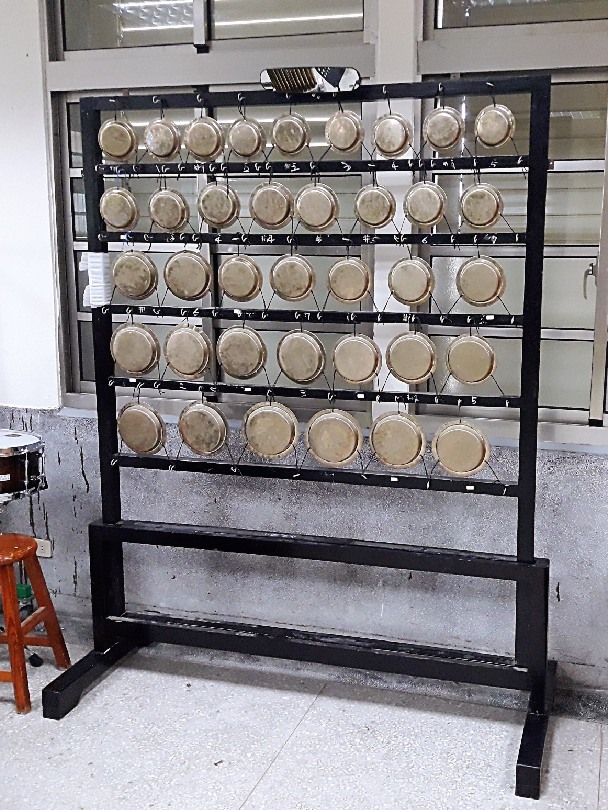
Yun luo moderne à 37 gongs.

Le shi mian luo  (十面锣) ou yunluo (云锣) est un instrument de musique traditionnel chinois. Il est composé d'un ensemble de gongs   de différentes tailles maintenus dans un cadre. Il était aussi appelé yún'áo (雲璈) dans les temps anciens. Il en existe plusieurs versions, aux nombres variables : shi san mian luo à 13 gongs, yun luo à 37 gongs...

## Histoire
Selon le Yuan Shi, la musique de banquet à la cour des Yuan (1271-1368) utilisait un instrument appelé yún'áo, dans lequel treize petits gongs étaient placés dans un cadre en bois, tenus dans la main gauche et frappés avec un maillet dans la main droite On pense que c'est l'origine de l'Ungong actuel. Cependant, le nombre de gongs représentés dans les peintures murales de la dynastie Yuan varie de dix à quatorze.
Il existe un débat quant à savoir s'il existait déjà un shi mian luo précédemment, lors de la dynastie Song (960-1279). Une théorie en cette faveur s'appuie sur le fait qu'un tel instrument avec un ensemble de dix gongs serait représenté sur la "carte de Gourang" (musée national du palais de Taïwan), qui aurait été dessinée par Su Hanshin, mais cette peinture aurait été faite après la dynastie Yuan. Cependant, il aussi dit que plusieurs gongs de la dynastie Song découverts à Nanjiang dans le Sichuan pourraient être des gongs de shi mian luo.
En principe, il n'est pas utilisé dans le yayue classique, mais dans un des yayue de la dynastie Qing, il était utilisé avec le Fangxiang (en).

## Les instruments

### Instrument traditionnel: leshi mian luo

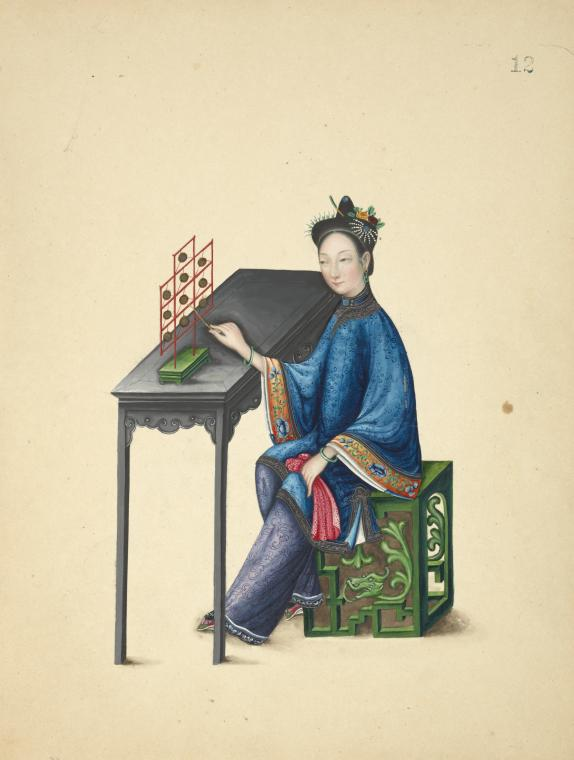
Joueuse de Shímiàn luó [十面锣, 十面鑼], aquarelle chinoise vers 1800 (Dynastie Qing)

Le shi mian luo est un ensemble de dix petits gongs généralement accordés montés dans un cadre en bois, grand portique artistiquement élaboré, chaque gong mesurant environ (9 cm à (12 cm cm de diamètre et la hauteur du cadre étant d'environ 52 cm. Les gongs de l'instrument sont généralement de diamètre égal mais d'épaisseurs différentes ; les gongs plus épais produisent un ton plus élevé. Il est souvent utilisé dans les ensembles à vent et à percussion du nord de la Chine. D'anciens dessins représentent également un Shi mian luo  plus petit avec seulement cinq gongs, qui était tenu par une poignée d'une main et joué avec l'autre.
L'instrument traditionnel est appelé shi mian luo(十面锣; littéralement « gongs à dix faces ») pour le distinguer du yunluo moderne redessiné.

### Instrument moderne: leyunluo

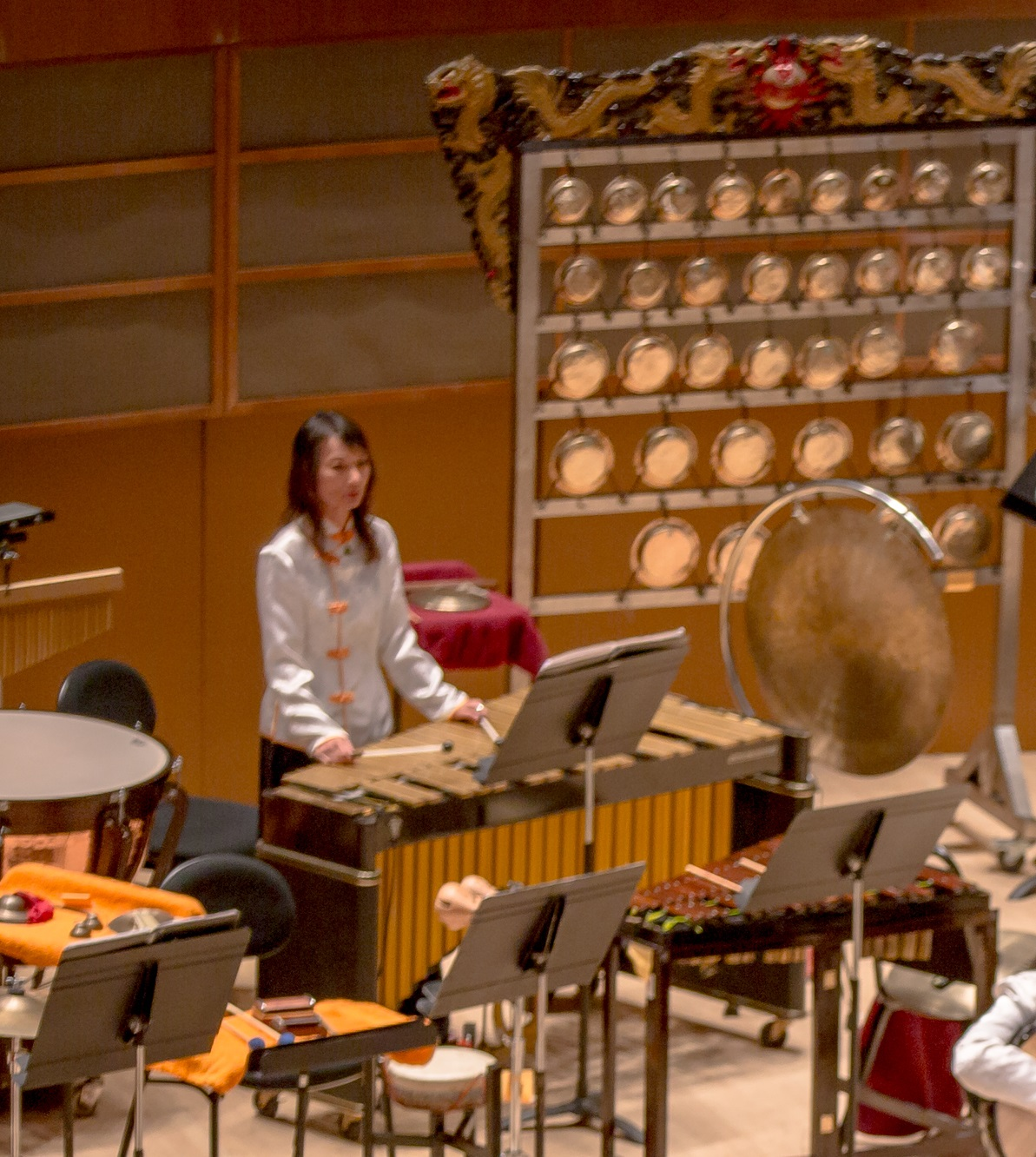
Yunluo (derrière, à droite) utilisé dans un orchestre chinois moderne.

Un yunluo modernisé a été développé à partir du shi mian luo pour être utilisé dans les grands orchestres chinois modernes. Il est beaucoup plus grand avec 29 gongs ou plus de différents diamètres. Sa hauteur peut dépasser 2 m, comprenant les deux pieds sur lesquels il repose au sol (le cadre lui-même fait environ la moitié de sa hauteur) ; sa largeur est d'environ 1,4 m ou plus.

### Dans d'autres pays

#### En Corée

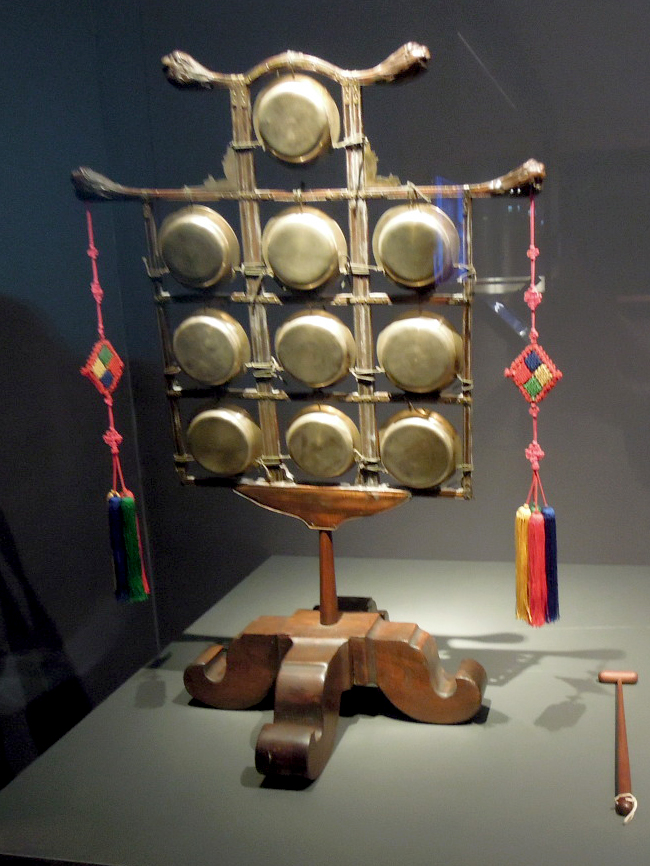
Ancien ulla coréen.

Un instrument très similaire appelé ulla (en) (hangeul : 운라; hanja : 雲鑼 ou 雲羅), dérivé du shi mian luo', est utilisé dans la musique coréenne. On ne sait pas exactement quand il a été introduit de Chine, et il n'est pas mentionné dans "Gakugakkihan" (1493), un livre de musique représentatif de la dynastie Joseon, mais il apparaît dans la littérature de la fin de la dynastie Joseon. Il est présumé avoir été utilisée dans certains des haengak (hangeul : 행악 ; hanja : 行樂). Dix petits gongs ronds en cuivre sont suspendus à un cadre en bois et joués en frappant avec un petit maillet en bois.
L'instrument est souvent joué avec d'autres instruments de percussion et est rarement utilisé seul. Il était utilisé dans les marches lors d'événements tels que la relève de la garde des sumunjan (officiers militaires qui gardent les portes du palais et du château) et la procession du palanquin royal.

#### Au Vietnam
La musique nhã nhạc du Vietnam utilise un instrument similaire à trois gongs, appelé tam âm la (sino-vietnamien :三音鑼).